# Prionosuchus plummeri
Prionosuchus plummeri és una espècie d'amfibi temnospòndil que va viure al Permià superior, fa uns 270 milions d'anys. Les seves restes fòssils es van trobar al Brasil.